# صومعة حق
صومعة حق هي قرية في مقاطعة سراب، إيران. عدد سكان هذه القرية هو 110 في سنة 2006.